# Eugênio de Ancira
Eugênio foi diácono em Ancira, no século IV. Sabe-se a respeito dele que, representando Marcelo de Ancira, levou uma carta a Atanásio descrevendo a profissão de fé de sua comunidade. Nesta carta "há anátemas contra arianos e sabelianos, afirma-se a subsistência da Trindade numa só hipóstase" (Prinzivalli, 531). Sendo assim, tem relativa importância na controvérsia ariana dos séculos IV e V.